# سيريغسينون (أنغلزي)
سيريغسينون (بالإنجليزية: Cerrigceinwen)‏ هي منطقة سكنية تقع في ويلز في أنغلزي.